# Los Tamariscos (Chubut)
Los Tamariscos es una localidad argentina ubicada en el departamento Río Senguer, provincia del Chubut. La localidad se ubica sobre la Ruta Nacional 40 a 262 Km de Comodoro Rivadavia. Posee un destacamento de Vialidad Nacional y 15 casas. El clima es frío y riguroso.

## Toponimia
El nombre de la localidad proviene del comercio, que a su vez proviene del arbusto Tamarisco (Tamarix) que abunda en el sitio. Los mismos fueron traídos por los fundadores desde Pampa Lema y desde entonces caracterizan el paisaje.

## Historia
La localidad nació cuando gran parte de la que separa Comodoro Rivadavia de Esquel era de ripio, los 576 kilómetros entre ambas localidades exigían una preparación y un ritmo de viaje muy distinto al actual. El trayecto se dividía en tramos para detenerse a descansar -a distancias que hoy sería innecesario- pero que daban vida a paradores que eran verdaderos puntos de encuentro entre viajeros que compartían novedades sobre el estado de la ruta, ante la inexistencia de medios de comunicaciones actuales. 
Puntualmente, fue fundada en 1938 por un inmigrante de origen alemán Kurt Böhme, quien instaló allí su almacén de ramos generales que contó con hotel, cargador de combustibles, estafeta de correos y almacén. Originalmente se iba a fundar con el nombre de "Oasis" y cerca de la huella de los carros sobre un cañadón que esta a 3 kilómetros a la altura de Facundo. No obstante, el aviador Don Casimiro Szlapelis advirtió que estaban por edificar en el trazando una ruta nueva. De este modo, el edificio quedó más hacia al costado, pero al lado de la ruta, que hoy es la  40.
Desde entonces, el paraje se volvió paso obligado a diferencia de muchos pueblos que están más adentro de la ruta. De esta forma, Los Tamariscos se volvió paso obligado para los habitantes de los campos linderos, los camioneros y viajeros en general se detienen para abastecerse, descansar y seguir camino. El fundador y sus descendientes convivieron con las familias de Queupomil Quintulaf, un mapuche conocido como “Don Mil” y Juan Canquel un tehuelche que también residía cerca.
En 1967, el parador pasó a manos de Trudi Bohme y luego tras el fallecimiento en 2013 pasó a su hija de Liliana.
En tiempos recientes el paraje fue perdiendo visitantes por el declive de la actividad rural de su zona circundante. Además, los automovilistas eligenen su mayoría las localidades de Sarmiento, Gobernador Costa y Tecka que hoy son los puntos intermedios para descanso y recarga de combustibles.
A pesar del declive de visitas, el paraje sigue siendo atendido por los descendientes de su fundador. Los mismos continúan ofreciendo alojamiento para visitantes, su museo y visitar la zona silvestre que rodea a Los Tamariscos. Sin embargo, en los últimos años el tramo de 40 kilómetros que une la ruta 26 con la Ruta 40 (tramo Tamariscos - Facundo) está muy dañado con una circulación muy peligrosa y lenta. Esto sucede a pesar de que esta ruta nacional es frecuentada por gran cantidad de turistas que circulan en época estival, tiene tránsito constante de camiones que proveen de mercadería a la zona, y es la única vía de acceso que hay en la Ruta 40 y que une ese sector de la provincia con ciudades como Sarmiento, Rada Tilly y Comodoro Rivadavia.

## Características generales
La localidad posee un almacén de ramos generales y un hotel (hoy convertido en museo), que fue inaugurado el 18 de junio de 1938 por Kurt Böhme, un inmigrante alemán. El museo posee colecciones relacionadas con los colonos y aborígenes de la Colonia Sarmiento.
La edificación más importante es un pequeño bar patagónico. Es frecuentado por algunos hombres de campo y también por unos pocos turistas que paran a comer. Funciona junto al museo. Desde septiembre de 1935 hasta septiembre de 2004, formó parte de la traza de la Ruta Provincial 20.

## Geografía
Se ubica a 512 m s. n. m. en plena meseta patagónica, en las cercanías de la confluencia del río Senguer y el arroyo Genoa. En las estancias de los alrededores se realizan actividades ganaderas.

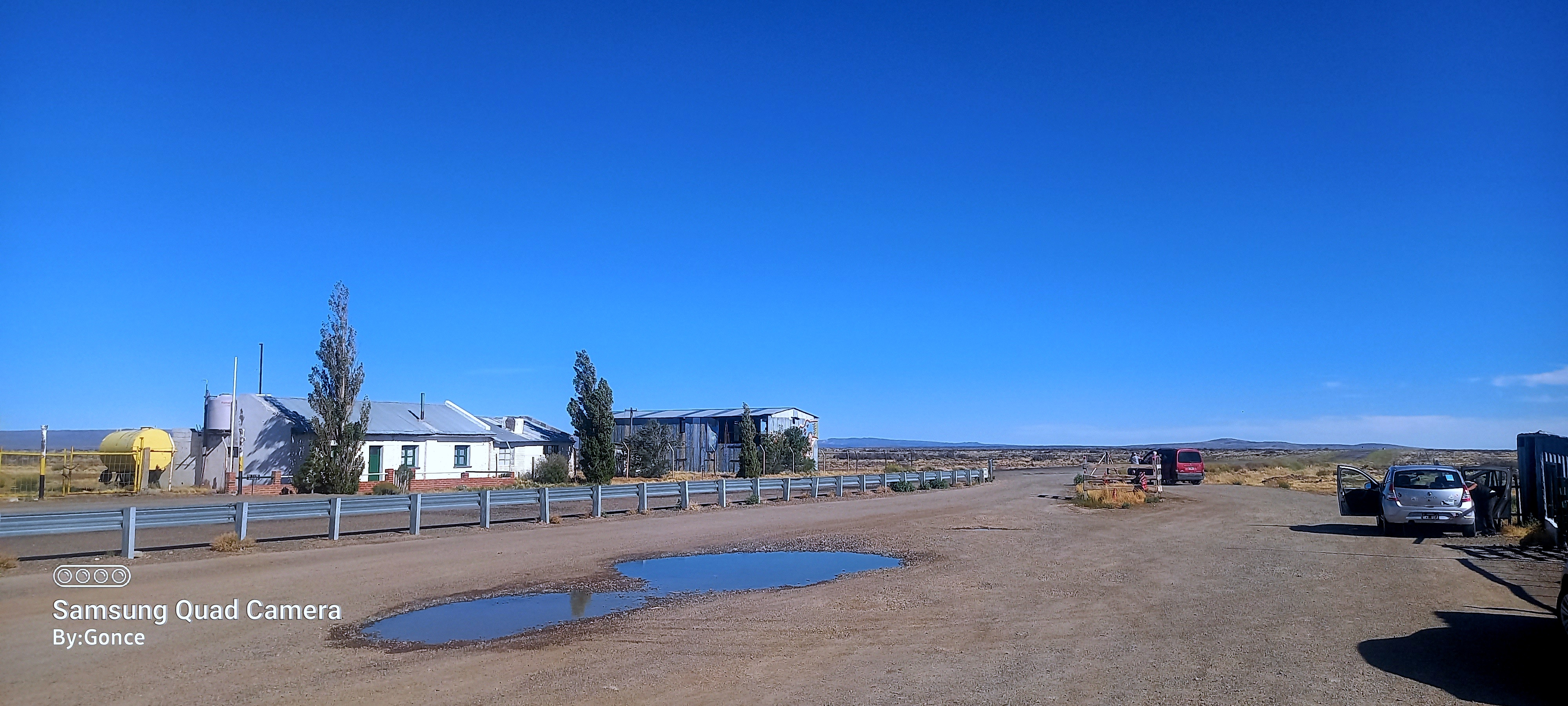
Instalaciones de vialidad provincial abandonadas frente al boliche histórico.